# 鹿児島市立病院

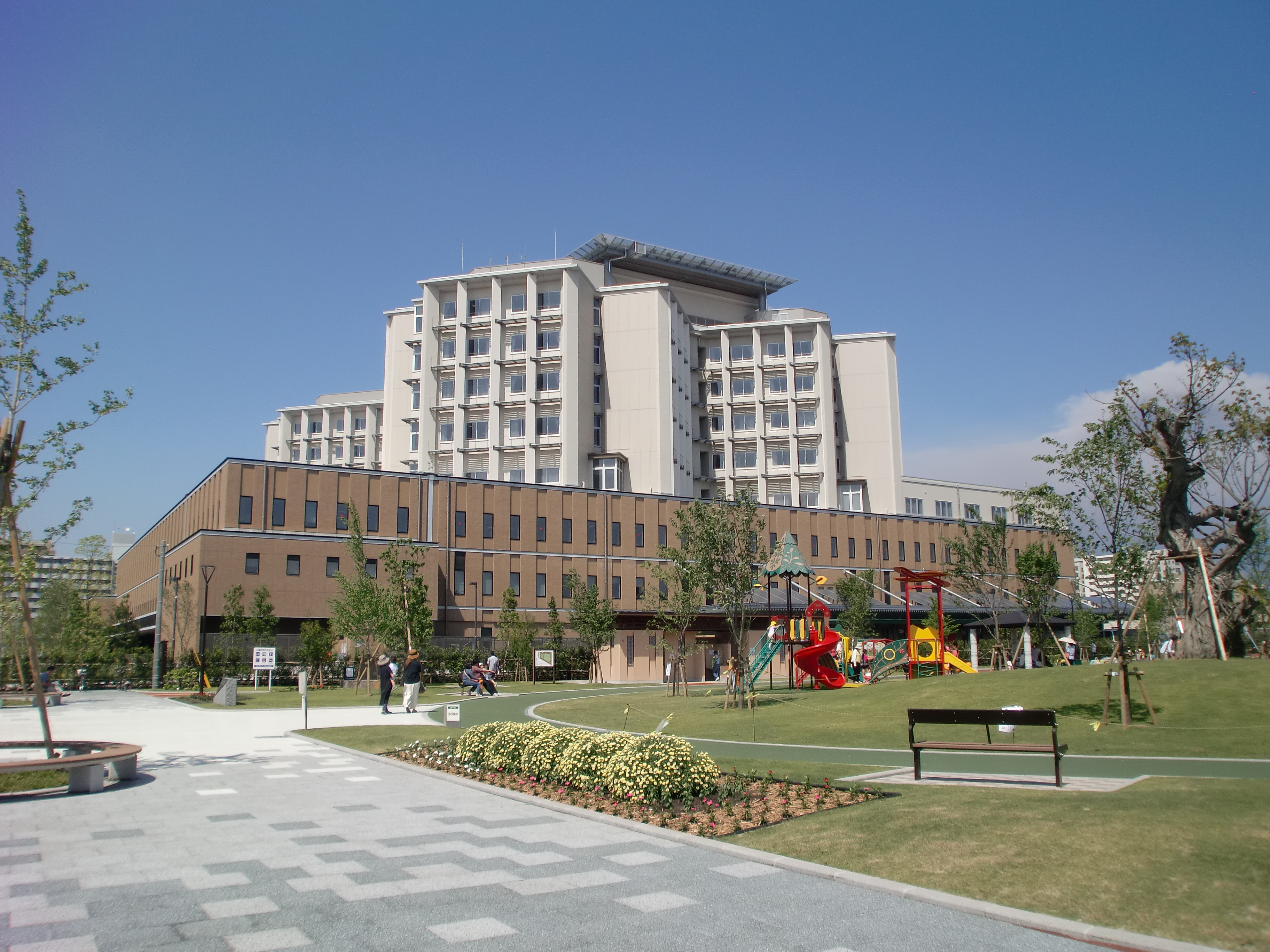
隣接する上荒田の杜公園から望む市立病院

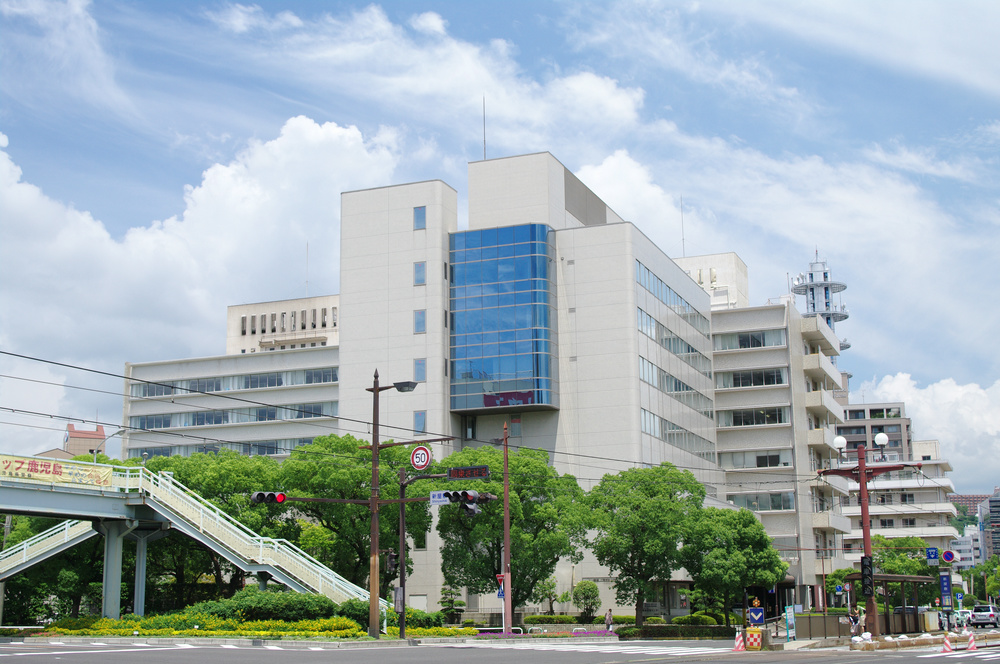
2015年の移転以前の市立病院

鹿児島市立病院（かごしましりつびょういん）は鹿児島県鹿児島市上荒田町にある公立の病院。1940年4月1日に鹿児島市立診療所として設立される。
臨床研修指定病院。鹿児島県災害拠点病院に指定されており、鹿児島県の基幹災害医療センターである。
電停名称、バス停名称の『市立病院前』の市立病院は当院の事を指す。

## 沿革
1893年（明治26年）に鹿児島県から私立鹿児島病院の無償貸与を受け、鹿児島市立病院として設置したが、1907年（明治40年）に病院本館の改築費の捻出が出来ず鹿児島県に返還され、以後鹿児島市は病院を設置しなかったが、1940年（昭和15年）4月に鹿児島市社会事業協会が南林寺町に所有していた診療所を買収し、鹿児島市立診療所を設置した。この診療所は、後に鹿児島市立病院の前身となる。
1945年（昭和20年）4月11日に患者数の増加により鹿児島市立病院に改称したが、同年6月17日の鹿児島大空襲により病院が焼失し、上竜尾町の野元病院跡に移転したものの、7月31日の空襲により移転先も焼失した。その後、尾畔病院分院の一部に仮病院を置き、終戦後は鹿児島市役所本庁舎に仮診療所が置かれた。
1948年（昭和23年）に加治屋町に治療棟1棟、病棟1棟が設置され移転した。その後1962年（昭和37年）に病棟の一部改築及び新築工事が竣工した。
病院施設の老朽化や、駐車場が手狭であり交通渋滞が発生していたことを踏まえ、鹿児島市は2012年（平成24年）に上荒田町の日本たばこ産業鹿児島工場跡地を購入し、鹿児島市交通局の電車施設と共に移転することになった。
この新病院は屋上にドクターヘリが離着陸可能なヘリポートを設置するなど救命救急センター機能を拡充しており、2015年（平成27年）5月1日に開院した。
また、同日に救急車や警察車両の先導された鹿児島市交通局の市営バスにより新生児を含む、入院患者102名を旧病院から新病院まで移送した。
旧市立病院の建物は2017年（平成29年）2月までに解体された。跡地には2018年（平成30年）1月13日から2019年（平成31年）1月14日まで、鹿児島市明治維新150年の事業の一環であるNHK大河ドラマ・『西郷どん』の大河ドラマ館が開館していた。その後跡地は整備され、2020年（令和2年）10月23日、加治屋まちの杜公園として供用を開始した。
移転前の病院にはヘリポートがなかったため、浜町ヘリポートまでの移動用として日産・ジュークをベースにしたドクターカーを導入した。移転後は通常のドクターカーとして使用している。

### 年表

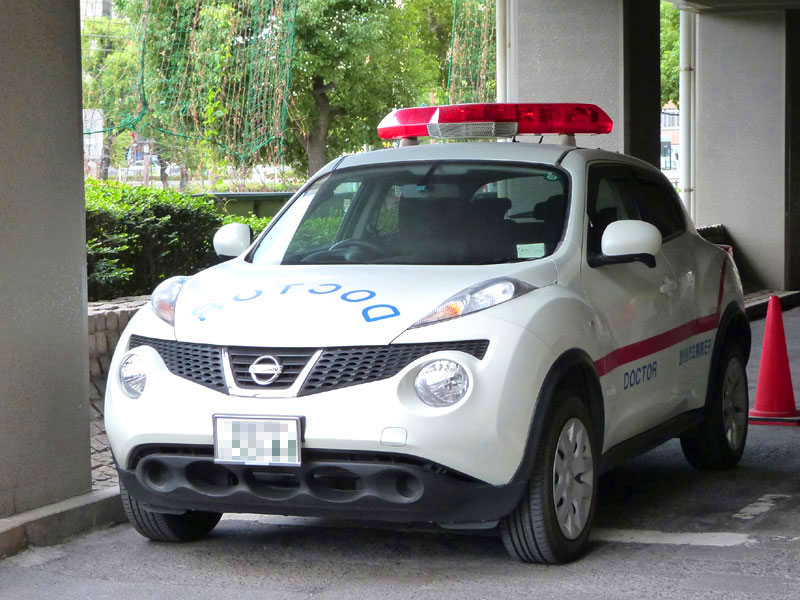
ドクターカー

- 1940年（昭和15年）4月 - 鹿児島市社会事業協会から診療所を買収し、南林寺町に鹿児島市立診療所を設置する。
- 1945年（昭和20年）
  - 4月11日 - 鹿児島市立病院に改称。
  - 6月17日 - 鹿児島大空襲により病院が焼失。上竜尾町の病院跡を借り受け再開。
  - 7月31日 - 空襲により上竜尾町の仮病院も焼失。尾畔病院分院の一部を借り受け再開。
  - 終戦後（8月15日以後） - 鹿児島市役所本庁舎に仮診療所を設置。
- 1948年（昭和23年） - 加治屋町に移転。
- 1952年（昭和27年） - 鹿児島市立病院に産院及び鹿児島市立乳児院を併設[11]。
- 1962年（昭和37年） - 病棟の一部改築及び、病棟（地下1回、地上4階）の新築工事が竣工した。
- 1976年（昭和51年）
  - 1月31日 - 日本初となる五つ子の分娩を行う[12]。
  - 4月 - 併設していた鹿児島市立乳児院を薬師町に移転する[11]。
- 2011年（平成23年）12月 - ドクターヘリを導入[13]。
- 2014年（平成26年）10月1日 - 鹿児島県内で初のドクターカー運用を開始[14]。(運航は鹿児島市消防局)
- 2015年（平成27年）5月1日 - 病院施設を上荒田町に移転[8]。

## 診察科
| - 内科 - 神経科 - 消化器内科 - 循環器科 - 呼吸器内科 - リウマチ科 - 小児科 - 新生児内科 - 放射線科 | - 消化器外科 - 心臓血管外科 - 呼吸器外科 - 乳腺外科 - 小児外科 - 整形外科 - 形成外科 - 脳神経外科 - 皮膚科 | - 泌尿器科 - 産婦人科 - 眼科 - 耳鼻咽喉科 - 歯科 - 歯科口腔外科 - 麻酔科 - 救急科 |

## 医療技術科
- 看護科
- 薬剤科
- 臨床検査技術科
- 病理診断科
- 放射線技術科
- リハビリテーション科
- 専門センター
  - 総合周産期母子医療センター
  - 救命救急センター
  - 脳卒中センター

## 新生児センター
1976年、日本で初めてとなる五つ子誕生。これを契機として1978年に新設された（ベッド数40床）。2000年10月1日に大規模改築工事が完了。総面積1,200m2、ベッド数80床（NICU36床、その他44床）であり、公立病院の新生児病棟では日本一の規模、NICU病床数は全病院中で日本一である。
1980年には2度目の五つ子を誕生させている。
新生児専用ドクターカー「こうのとり号」を保有する。

## 建造物
- 敷地面積 44,632m2 、延床面積 52,606m2 、高さ 41m（地上8階）

## 交通アクセス
- 鹿児島市営バス「市立病院前」バス停、南国交通「市立病院前（JT跡地前）」バス停
- 鹿児島市電「市立病院前」電停より徒歩約1分
- 駐車場あり（650台）